# Amikuze
L'Amikuze [amikuse] est le nom basque de l'ancien pays historique de Mixe situé en Basse-Navarre, dans le Pays basque français.
Le terme Amikuze renvoie généralement à l'ancien canton administratif de Saint-Palais qui intégrait les vingt communes historiques du pays de Mixe plus les sept communes souletines d'Aroue-Ithorots-Olhaïby, Domezain-Berraute, Etcharry, Gestas, Lohitzun-Oyhercq, Osserain-Rivareyte et Pagolle. Il pouvait également correspondre à l'ancienne communauté de communes d'Amikuze, structure intercommunale qui intégrait 26 des 27 communes du canton de Saint-Palais et la commune de Méharin, dans le canton d'Hasparren.

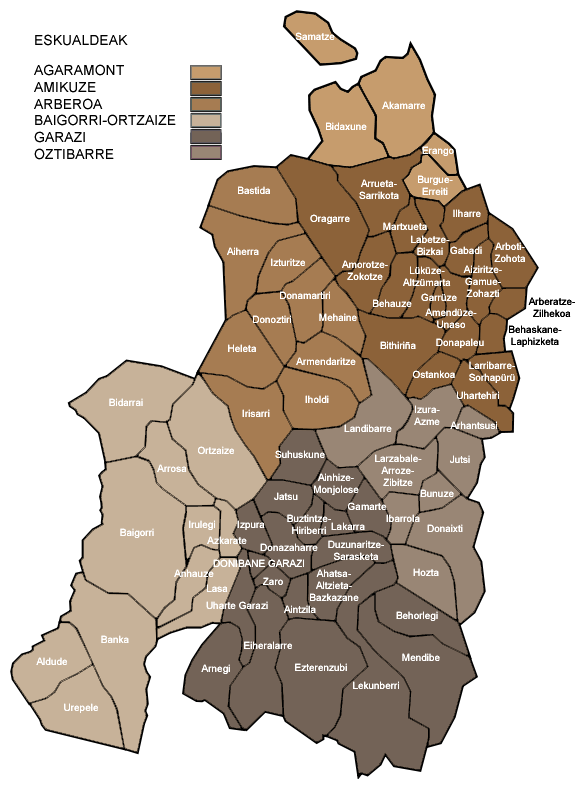
Division territoriale selon Euskaltzaindia

## Division territoriale selon l'Académie de la langue basque
Depuis 1999, l'Académie de la langue basque ou Euskaltzaindia divise le territoire de la Basse-Navarre, selon les recommandations du comité de sa commission d'onomastique. 
La Basse-Navarre est divisée en six zones dont l'Amikuze : Aïcirits-Camou-Suhast, Amendeuix-Oneix, Amorots-Succos, Arbérats-Sillègue, Arbouet-Sussaute, Arraute-Charritte, Béguios, Béhasque-Lapiste, Beyrie-sur-Joyeuse, Gabat, Garris, Ilharre, Labets-Biscay, Larribar-Sorhapuru, Luxe-Sumberraute, Masparraute, Orègue, Orsanco, Saint-Palais, Uhart-Mixe.